# 囊拉千户院
囊拉千户院，位于中国青海省尖扎县昂拉乡尖巴昂村，是第七代囊拉千户项谦的宅院。

## 简介
囊拉千户院距离西宁市区大约140公里。该院是原居于尖扎地区的第七代囊拉千户项谦的宅院。
囊拉千户是吐蕃王朝赤热巴坚的后代，为守卫边疆及征税，492年，吐蕃王朝赤热巴坚大臣（译为“征税者”）贡叶西达杰来到该地区居住，成为尖扎两岸的头人。1657年，清朝顺治帝封其后代之一祖多杰为囊拉千户。
囊拉千户院是第七代囊拉千户项谦继位后新建的。囊拉千户宅院始建于清朝，重建于1949年。由于中国人民解放军解放昂拉期间，该院由当时中国人民解放军驻军部队使用，故部分雕刻及装饰品受到损坏。文化大革命时期，该院又遭严重破坏，但宅院构造总体保存完整。
该院依山傍水，以二进式四合二层木质结构建筑为主，坐西向东。第一进院四面均是面宽七间、进深两间的丁顶木质结构二层楼。第二进院正面是单层山顶砖木结构正房，面宽五间、进深三间，四面建有平顶木质结构厢房，正面两侧各有一座小角院，乃是佛堂。大门是砖木雕刻带门楼。大门前有砖雕照壁。该院共有230多间房屋。
1998年12月22日，“囊拉千户院”被公布为第六批青海省文物保护单位。2019年10月7日公布为第八批全国重点文物保护单位。